# Snouck Hurgronje (geslacht)

Snouck Hurgronje is een uit Artois afkomstig geslacht waarvan leden sinds 1843 tot de Nederlandse adel behoren.

## Geschiedenis
De stamreeks begint met de in april 1620 in Saint-Venant in Artois geboren Jean Hurgroigne die in 1645 poorter van Vlissingen werd. Zijn zoon Isaäc en kleinzoon Jacob werden burgemeester van Vlissingen. In 1734 trouwde zijn kleinzoon mr. Jacob Hurgronje, ambachtsheer van Koudekerke (1694-1759) met Erkenraad Snouck (1709-1770); hun zoon Steven Matthijs (1741-1788) verkreeg in 1762 naamswijziging tot Snouck Hurgronje.
Bij Koninklijk Besluit van 10 december 1843 werd mr. Jacob Lodewijk Snouck Hurgronje (1778-1845) verheven in de Nederlandse adel. Andere telgen werden tot 13 december 1921 verheven.

## Enkele telgen
Isaäc Hurgronje (1652-1706), onder andere schepen, raad en burgemeester van Vlissingen; hij trouwde in 1680 Josina Phoenix (1663-1711) en hun nakomelingen hebben recht op uitkeringen uit het in 1767 opgerichte en nog bestaande Familiefonds Snouck Hurgronje
- Mr. Jacob Hurgronje, ambachtsheer van Koudekerke (1694-1759), raad, schepen en burgemeester van Vlissingen, bewindhebber van de WIC en van de VOC; trouwde in 1734 met Erkenraad Snouck (1709-1770)
  - Mr. Steven Matthijs Snouck Hurgronje (1741-1788), reder, raad, schepen en thesaurier van Middelburg
    - Jhr. mr. Jacob Lodewijk Snouck Hurgronje (1778-1845), lid provinciale en gedeputeerde staten van Zeeland, lid van de Tweede Kamer, president van de Polder Walcheren
      - Jhr. mr. Adriaan Willem Snouck Hurgronje (1817-1885), raadsheer bij het gerechtshof te Middelburg
        - Jhr. mr. Willem Hendrik Snouck Hurgronje (1849-1918), griffier arrondissementsrechtbank te Middelburg, lid gemeenteraad van Middelburg
          - Jhr. mr. dr. Willem Adriaan Jacobus Snouck Hurgronje (1880-1962), gemeentesecretaris van Middelburg, griffier van de provinciale staten van Gelderland

    - Dr. Adriaan Isaac Snouck Hurgronje (1780-1849), predikant
      - Dr. Aarnout Marinus Snouck Hurgronje (1810-1864), predikant
        - Jhr. mr. Willem Snouck Hurgronje (1848-1912), lid gemeenteraad van 's-Gravenhage, lid provinciale staten, voorzitter Koningin Emma Fonds, president van de Raad van Bestuur van de Academie van Beeldende Kunsten in Den Haag
          - Jhr. mr. Aarnout Marinus Snouck Hurgronje (1882-1951), secretaris-generaal ministerie van Buitenlandse Zaken, voorzitter Carnegie Stichting (Nederland), voorzitter Nederlands Golfcomité, kampioen internationaal amateurgolf in 1904, 1914 en 1918; trouwde in 1911 met jkvr. Henriette van Tets (1888-1956), dame du palais honorair, lid van de familie Van Tets en dochter van minister jhr. mr. Dirk Arnold Willem van Tets van Goudriaan
            - Jkvr. Henriëtte Arnoldine Snouck Hurgronje, vrouwe van Hardenbroek (1912-1994)
            - Jkvr. Anne Snouck Hurgronje (1913-2009); trouwde in 1934 met mr. dr. Jan Herman van Roijen (1905-1991), minister van Buitenlandse Zaken
            - Jhr. mr. Willem Snouck Hurgronje (1916-2009), directiesecretaris van Shell
              - Jhr. mr. Aarnout Marinus Snouck Hurgronje (1958), bankier en chef de famille

      - Ds. Jacob Julius Snouck Hurgronje (1812-1870), predikant
        - Adriaan Isaac Snouck Hurgronje (1839-1888), notaris
          - Jhr. Jacob Julianus Snouck Hurgronje (1870-1933), makelaar
            - Jhr. Steven Mathijs Snouck Hurgronje (1913-1998), burgemeester

        - Prof. dr. Christiaan Snouck Hurgronje (1857-1936), arabist

      - Mr. Nicolaas Johan Cornelis Snouck Hurgronje (1822-1893), lid gemeenteraad en wethouder van Middelburg, lid provinciale en gedeputeerde staten van Zeeland
        - Jhr. Ariaan Willem Jacobus Snouck Hurgronje (1854-1932), kolonel titulair
          - Jhr. Johan Willem Marius Snouck Hurgronje (1896-1972), ambassadeur
            - Prof. jkvr. dr. Eleanore Sophia Maria Snouck Hurgronje (1940), hoogleraar Engelse letterkunde aan de universiteit van Stockholm

        - Jhr. Antony Emile Snouck Hurgronje (1862-1938), administrateur suikerfabriek
          - Jhr. mr. Albert Willem Snouck Hurgronje (1903-1967), Olympisch voetballer